# Беседа (московский журнал)
«Беседа» — ежемесячный учёный, литературный и политический журнал, издававшийся в Москве в 1871—1872 годах ежемесячно. В статьях С. А. Юрьева, А. И. Кошелева, И. С. Аксакова, А. Майкова и др. пропагандировались идеи панславизма.
Издавался на русском языке на средства Александра Ивановича Кошелева

## История
Предполагалось, что журнал «Беседа» будет продолжением славянофильской «Русской беседы»; но С. А. Юрьев настоял на такой широкой редакционной программе, к которой могли примкнуть представители самых разнообразных мнений, лишь бы это были мнения, вытекшие из искреннего убеждения.
Журнал начал выходить в 1871 году под редакцией С. А. Юрьева и при финансовой поддержке А. И. Кошелева. Редакция позиционировала себя как славянофильский орган на широкой либеральной (не только славянофильской) основе. В программной статье Юрьева «В чем наша задача?» (№ 1) указывалось, что «Беседа» сочувствует «тем из наших журналов, которые стоят по преимуществу за единство и силу нашего государства» и желание журнала:

содействовать по мере его сил к тому, чтобы идеальная сторона была присуща духу русского народа и чтобы все великие истины, выработанные западными народами, стали достоянием русского сознания и русской жизни; но чтобы в то же время и самостоятельность русской мысли не была уничтожена.
На втором году издания, когда журнал стал яснее и шире высказывать свои стремления, обозначились проблемы в отношениях с цензурой; начали исключаться отдельные статьи, а № 9 за 1872 год был уничтожен полностью и переиздан с исключением запрещённой статьи. В конце года, издатель объявил, что он прекращает издание, хотя и надеется в будущем возобновить свою «беседу» с читателями; однако издание журнала более не возобновилось.
Постоянными отделами журнала были: Внутреннее обозрение, Политическое обозрение (международное), Русские судные дела, Отдел критики и библиографии (в 1871 году было опубликовано 62 отзыва на русские и иностранные книги). Журнал помещал статьи на общественно-политические, социально-экономические, правовые темы, стихи, художественную прозу.

## Авторы
По вопросам общественной внутренней жизни писали Н. П. Аксаков, В. А. Елагин, А. И. Кошелев, Н. П. Колюпанов, А. Е. Нос, Н. И. Соловьев, Т. И. Филиппов и др. Среди материалов учёной тематики были статьи: Ф. А. Бредихина «Прошедшее и настоящее тел солнечной системы» и «Климат земли в прошедшем»; А. С. Будиловича «О польском вопросе»; Г. В. Есипова «Фридрих II и граф Панин»; М. С. Дринова «Болгаре и константинопольская патриархия»; Н. Д. Квашнина-Самарина «Русские былины в историко-географическом отношении» и «Очерк славянской мифологии»; Н. И. Костомарова «Историческое значение южно-русского народ. песен. творчества»; А. С. Лебедева «О свободе совести в древней вселенской церкви»; А. Д. Градовского «Возрождение Германии и Фихте Старший» и «Современные воззрения на государство и национальность»; Н. Лысцева «Истор. развитие рабочих и промышленных союзов в Западной Европе» (1872. — № 4. — С. 269—277); С. М. Соловьева «Время Людовика XIV на западе, время Петра В. на востоке Европы»; А. С. Трачевского «Современные задачи исторической науки», лекции О. Ф. Миллера о Тургеневе и др. Вопросу о духовенстве были посвящены статьи И. С. Беллюстина, большая статья Д. И. Ростиславова «Наши монастыри, их богатство и получаемые ими пособия» (1872. — № 6. — С. 119—149; № 7. — С. 226—234.). В отделе беллетристическом появились романы А. Ф. Писемского «В водовороте», Н. А. Чаева «Богатыри» и несколько повестей Г. Н. Потанина, М. И. Боголюбцева и др. Из поэзии были напечатаны произведения А. Н. Плещеева, Ф. Б. Миллера, И. Н. Якунина, Я. П. Полонского, А. К. Толстого и др.